# Sanssouci

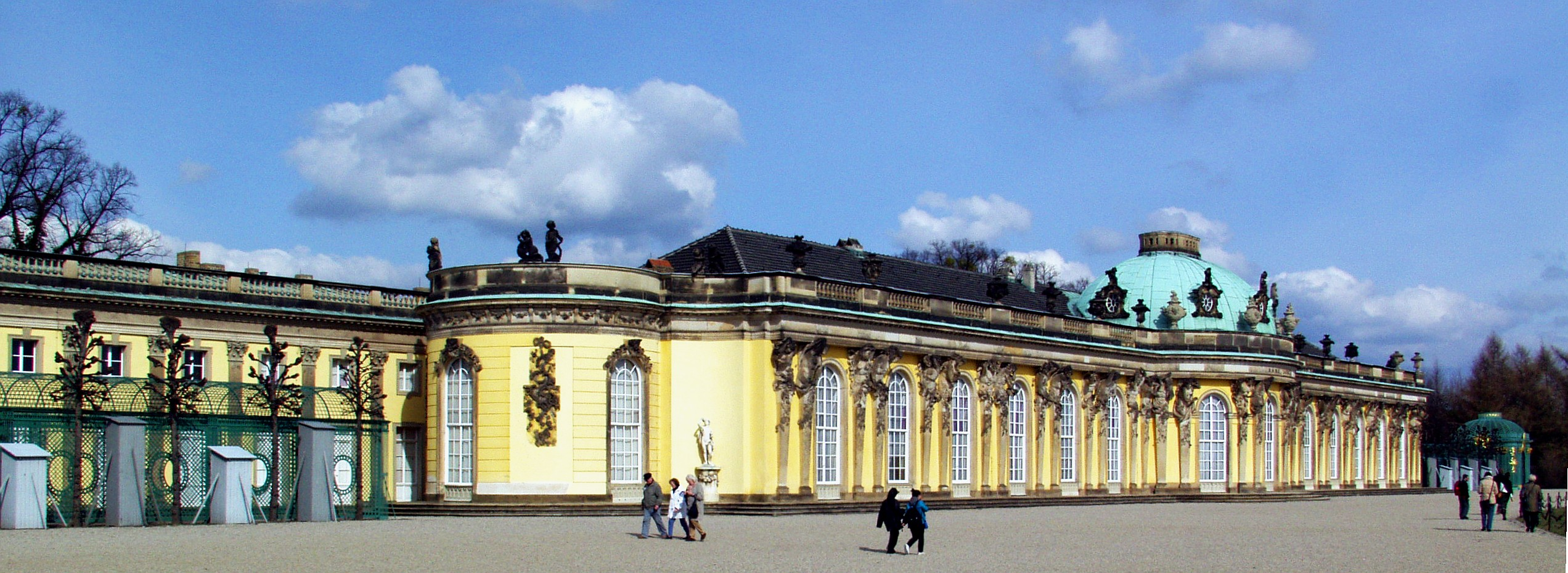
Cung điện Sanssouci

Sanssouci là tên của cung điện mùa hè trước đây của Friedrich Đại đế, vua nước Phổ. Nó nằm ở Potsdam, gần Berlin, Đức. Nó thường được tính như là một trong những đối thủ của cung điện Versailles. Trong khi Sanssouci mang trong mình phong cách Rococo sâu sắc hơn và nhỏ hơn so với phong cách Barốc của Pháp, đáng chú ý hơn là các ngôi đề và các công trình xây dựng toi tiền trong công viên. Cung điện tráng lệ này được thiết kế bởi Georg Wenzeslaus von Knobelsdorff từ 1745 đến 1747 để đáp ứng nhu cầu của vua Friedrich II, nơi ông có thể nghỉ ngơi và thư giãn bỏ đi mọi ưu phiền vẽ hào hoa và các buổi thiết triều ở kinh thành Berlin. Tên của cung điện này bắt nguồn từ một từ tiếng Pháp (Sans Souci), dịch ra là "không có mối quan tâm" có nghĩa là "không lo lắng", "vô tư" hoặc "vô ưu" tương trưng cho cung điện này là một nơi để thư giãn chứ không dính líu đến việc chính sự. Cung điện nhỏ bé hơn so với một biệt thự một tầng, giống như Château de Marly so với Versailles. Chứa chỉ mười phòng chính, nó được xây dựng trên đỉnh của một ngọn đồi bậc thang ở trung tâm của công viên. Ảnh hưởng phong cách cá nhân của vua Frederick từ các thiết kế và trang trí của cung điện là như vậy, nhiều người cho rằng phong cách của nó là đặc trưng "Frederician Rococo", và cảm xúc của mình cho cung điện tráng lệ rằng ông quan niệm nó là "chỗ sẽ chết với ông".

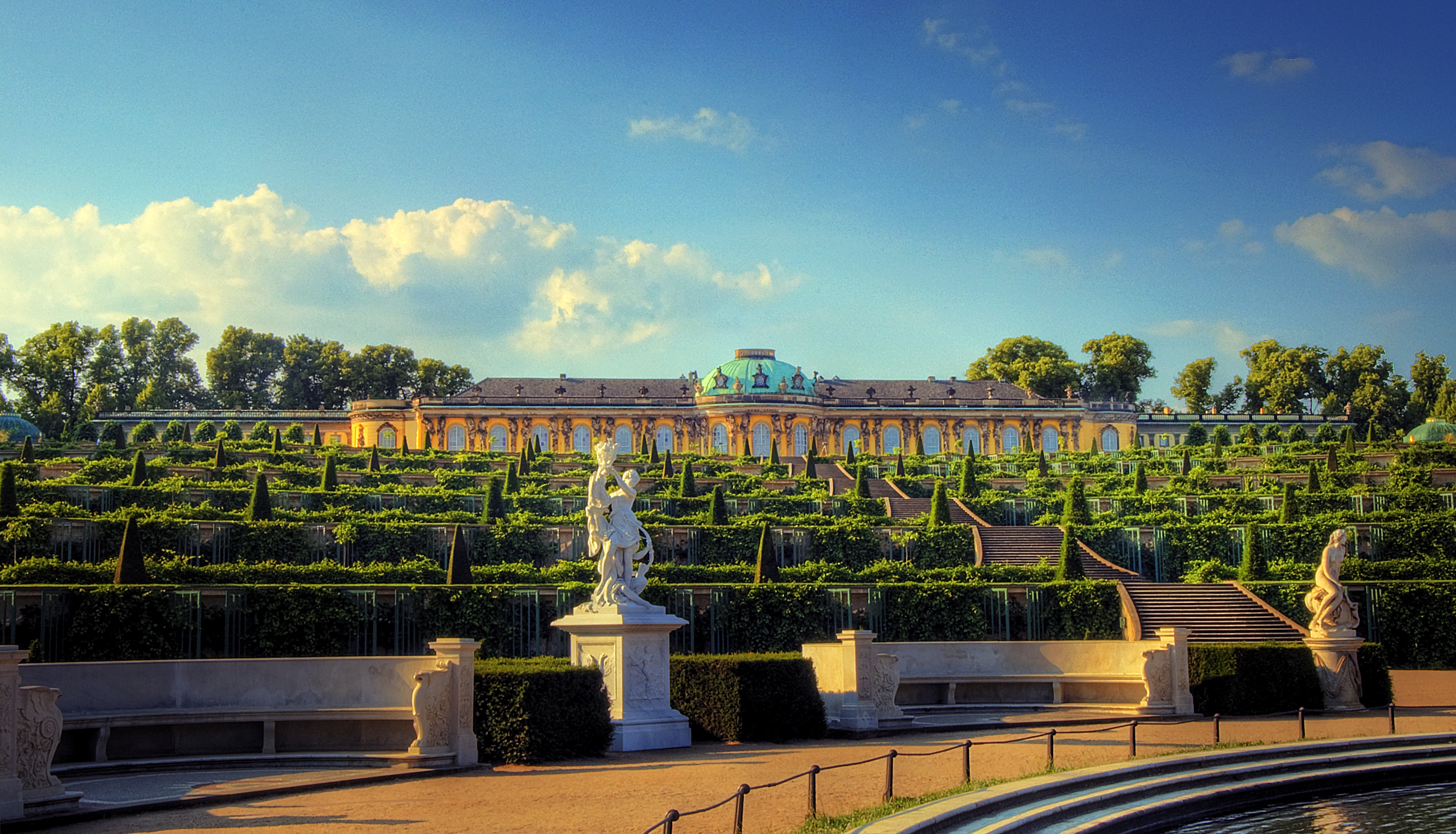
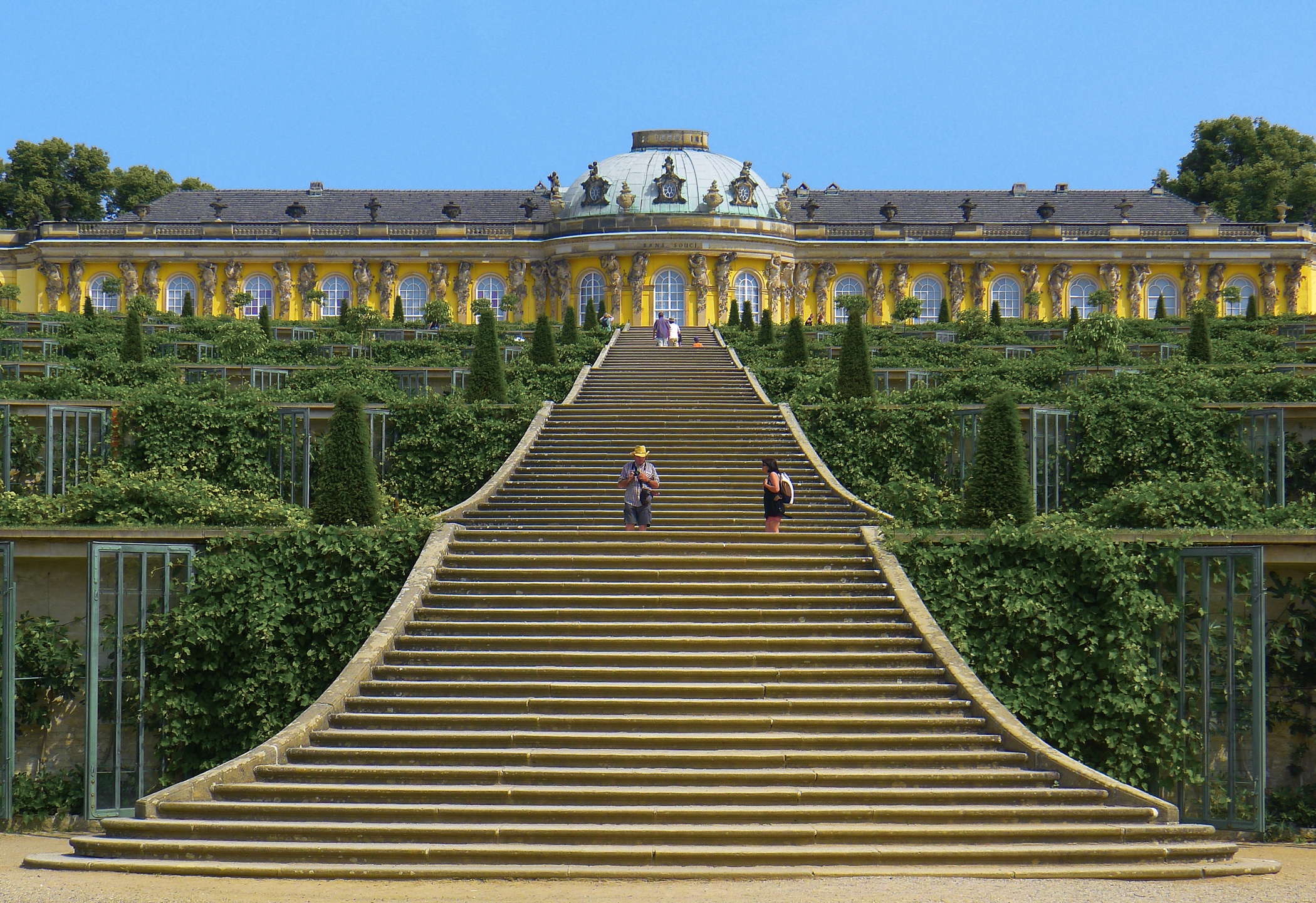
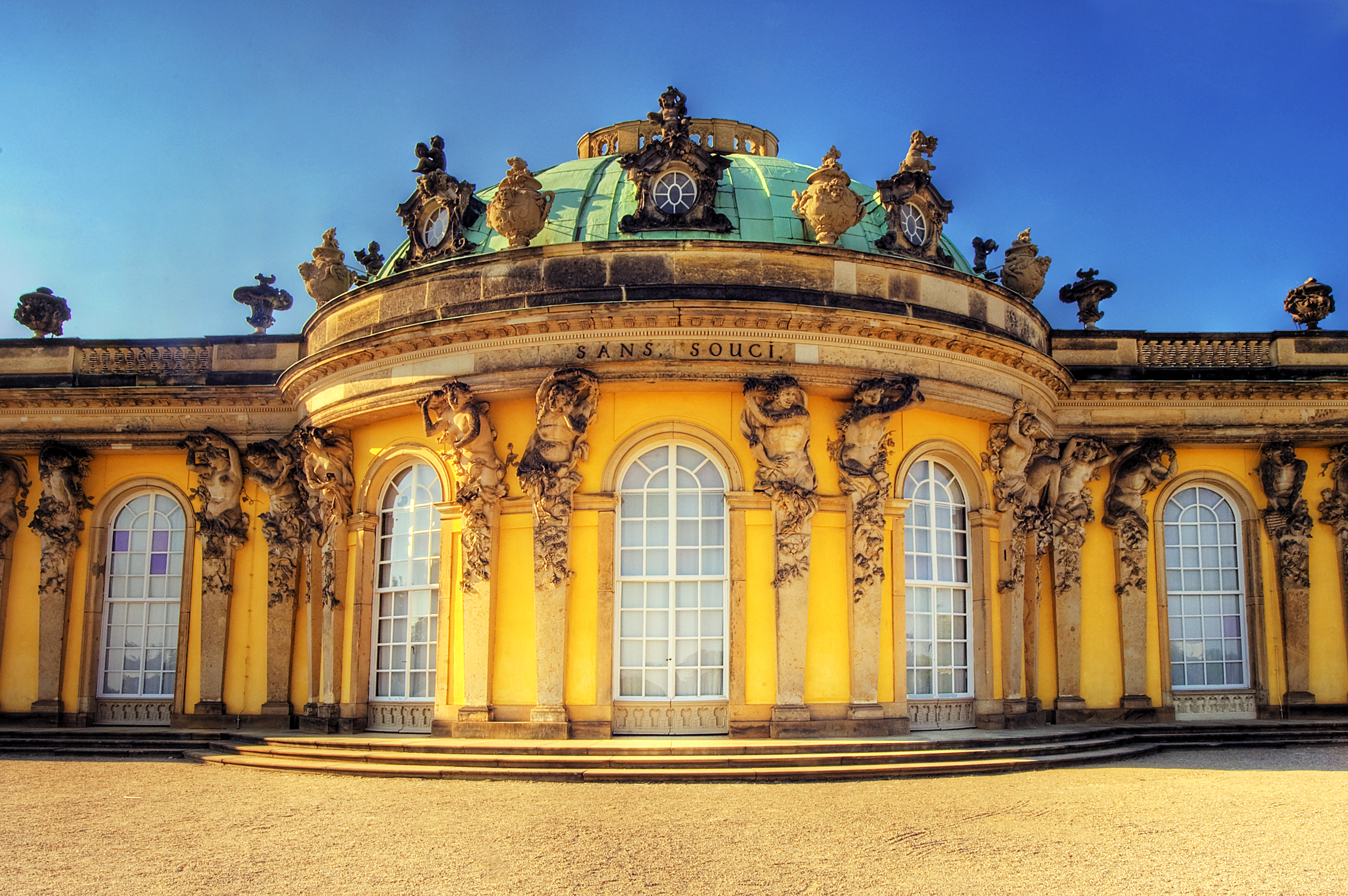
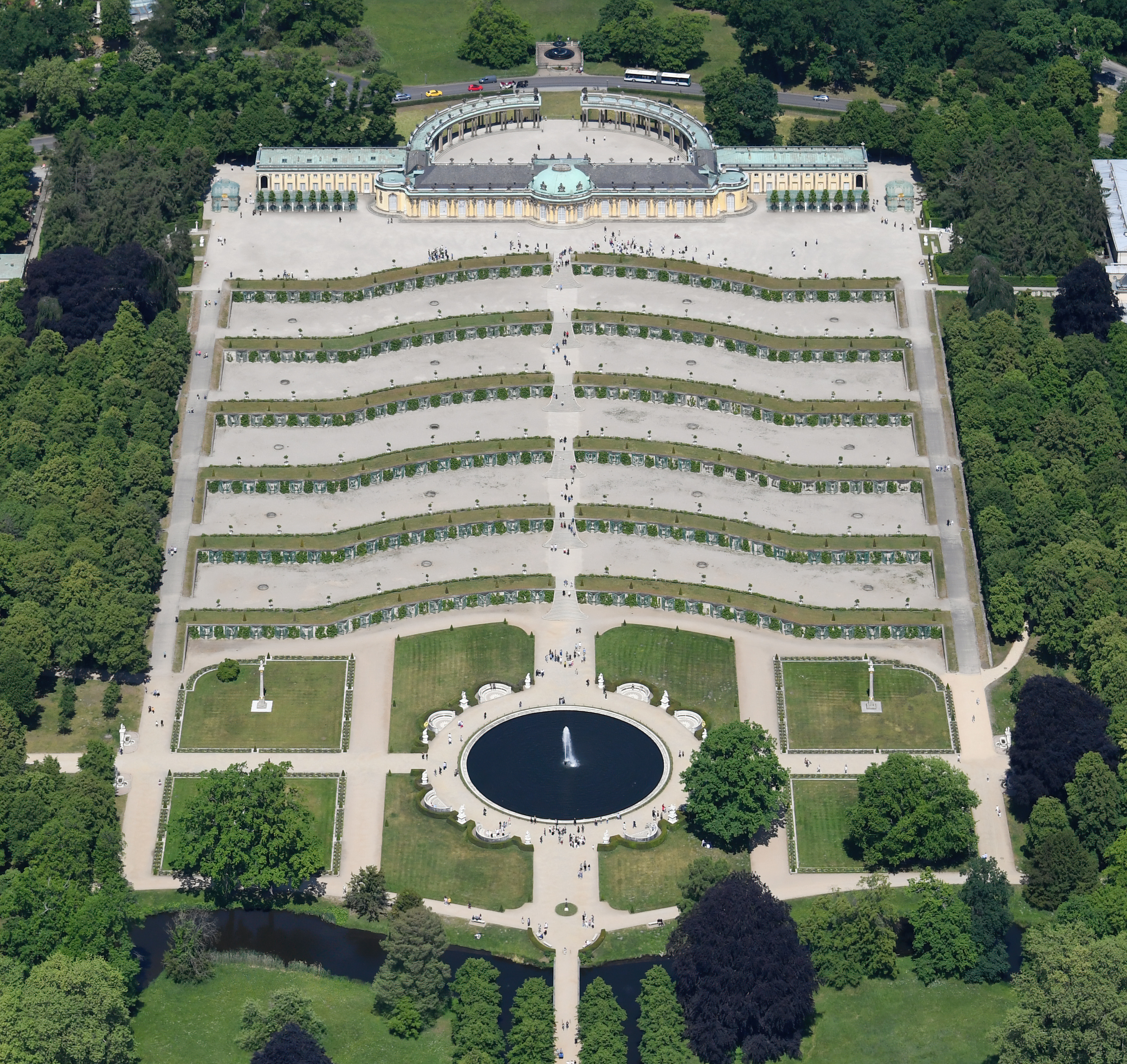